# Xã Crow Wing Lake, Quận Hubbard, Minnesota
Xã Crow Wing Lake (tiếng Anh: Crow Wing Lake Township) là một xã thuộc quận Hubbard, tiểu bang Minnesota, Hoa Kỳ. Năm 2010, dân số của xã này là 332 người.